# Tordenc gris
El tordenc gris (Argya malcolmi) és un ocell de la família dels leiotríquids (Leiothrichidae).

## Hàbitat i distribució
Habita zones àrides amb vegetació dispersa, boscos i ciutats de l'Índia cap al nord fins Kutch, Rajasthan i el Punjab, i cap a l'est fins l'est d'Uttar Pradesh, est de Madhya Pradesh, centre d'Andhra Pradesh i Tamil Nadu.